# مونتي بيرسون
مونتي بيرسون (بالإنجليزية: Monte Pearson)‏ هو لاعب كرة قاعدة أمريكي، ولد في 2 سبتمبر 1908 في أوكلاند في الولايات المتحدة، وتوفي في 27 يناير 1978 في فريسنو في الولايات المتحدة.

## وصلات خارجية
- مونتي بيرسون على موقع دوري كرة القاعدة الرئيسي (الإنجليزية)
- مونتي بيرسون على موقعبيزبول رفرنس.كوم (الدوري الرئيسي) (الإنجليزية)
- مونتي بيرسون على موقعبيزبول رفرنس.كوم (الدوري الثانوي) (الإنجليزية)
- مونتي بيرسون على موقع إي إس بي إن.كوم (أم.أل.بي) (الإنجليزية)
- مونتي بيرسون على موقع مشجعي الرسوم البيانية (الإنجليزية)